# Sport Club Fortuna Köln 1976-1977
Questa voce raccoglie le informazioni riguardanti il Sport Club Fortuna Köln nelle competizioni ufficiali della stagione 1976-1977.

## Stagione
Nella stagione 1976-1977 il Fortuna Colonia, allenato da Ernst-Günter Habig, concluse il campionato di 2. Bundesliga al 12º posto. In Coppa di Germania il Fortuna Colonia fu eliminato al terzo turno dal Duisburg.

## Rosa
| N. |                     | Ruolo | Calciatore         |
| -- | ------------------- | ----- | ------------------ |
|    | Germania (bandiera) | P     | Arno Domgörgen     |
|    | Germania (bandiera) | P     | Helmut Pabst       |
|    | Germania (bandiera) | D     | Peter Boers        |
|    | Germania (bandiera) | D     | Rolf Dohmen        |
|    | Germania (bandiera) | D     | Hans-Günther Kroth |
|    | Germania (bandiera) | D     | Walter Müller      |
|    | Irlanda (bandiera)  | C     | Noel Campbell      |
|    | Germania (bandiera) | C     | Horst-Franz Degen  |
|    | Germania (bandiera) | C     | Jochen Goll        |

| N. |                     | Ruolo | Calciatore          |
| -- | ------------------- | ----- | ------------------- |
|    | Austria (bandiera)  | C     | Roland Hattenberger |
|    | Germania (bandiera) | C     | Hannes Linßen       |
|    | Germania (bandiera) | A     | Klaus-Dieter Bone   |
|    | Germania (bandiera) | A     | Otmar Ludwig        |
|    | Germania (bandiera) | A     | Reinhard Majgl      |
|    | Germania (bandiera) | A     | Karl-Heinz Mödrath  |
|    | Germania (bandiera) | A     | Friedhelm Otters    |
|    | Germania (bandiera) | A     | Lothar Wesseler     |

## Organigramma societario
Area tecnica
- Allenatore: Ernst-Günter Habig
- Allenatore in seconda:
- Preparatore dei portieri:
- Preparatori atletici:

## Calciomercato

### Sessione estiva
| Acquisti | Acquisti           | Acquisti              | Acquisti |
| R.       | Nome               | da                    | Modalità |
| -------- | ------------------ | --------------------- | -------- |
| A        | Klaus-Dieter Bone  | Mülheim               |          |
| C        | Horst-Franz Degen  | Fortuna Düsseldorf    |          |
| C        | Jochen Goll        | Olympia Wilhelmshaven |          |
| D        | Hans-Günther Kroth | Kaiserslautern        |          |

| Cessioni | Cessioni          | Cessioni             | Cessioni |
| R.       | Nome              | a                    | Modalità |
| -------- | ----------------- | -------------------- | -------- |
| C        | Rolf Bauerkämper  | Eintracht Treviri    |          |
| A        | Julio Baylon      | Homburg              |          |
| A        | Helmut Bergfelder | Eintracht Treviri    |          |
| C        | Peter Feiten      | Union Solingen       |          |
| C        | Wolfgang Glock    | Alemannia Aquisgrana |          |

### Sessione invernale
| Acquisti | Acquisti | Acquisti | Acquisti |
| R.       | Nome     | da       | Modalità |
| -------- | -------- | -------- | -------- |

| Cessioni | Cessioni | Cessioni | Cessioni |
| R.       | Nome     | a        | Modalità |
| -------- | -------- | -------- | -------- |

## Risultati

### 2. Bundesliga

#### Girone di andata
| Arbitro: | Gathmann |

|                       |           |                                        |
| Hoffmann 18’ Grau 31’ | Marcatori | 44’ Ludwig 77’ Hattenberger 81’ Linßen |

| Arbitro: | Wichmann |

|                              |           |                         |
| Dohmen 28’ Goll 78’ Bone 84’ | Marcatori | 54’ Nordmann 86’ Schock |

| Arbitro: | Hilker |

|                                     |           |                     |
| Fritsche 6’, 59’ (rig.) Klinger 45’ | Marcatori | 17’ Bone 65’ Ludwig |

| Arbitro: | Winkler |

|                   |           |              |
| Ludwig 79’ (rig.) | Marcatori | 8’ Kucharski |

| Arbitro: | Ohmsen |

|                    |           |  |
| Peitsch 57’ (rig.) | Marcatori |  |

| Arbitro: | Milkert |

|                                     |           |               |
| Dohmen 67’ (rig.) Campbell 71’, 76’ | Marcatori | 24’ Feuerhahn |

| Arbitro: | Eschweiler |

|               |           |          |
| Kentschke 36’ | Marcatori | 67’ Goll |

| Arbitro: | Bartnick |

|                                        |           |  |
| Mödrath 40’, 87’ Goll 51’ Campbell 73’ | Marcatori |  |

| Arbitro: | Heitmann |

|                               |           |          |
| Mödrath 12’, 89’ Campbell 65’ | Marcatori | 37’ Busk |

| Arbitro: | Gremmler |

|                         |           |            |
| Gerber 7’ Mannebach 61’ | Marcatori | 72’ Linßen |

| Arbitro: | Ahlenfelder |

|  |           |                                              |
|  | Marcatori | 30’, 85’ Wolf 46’ Karbowiak 86’ (rig.) Fuchs |

| Hannover 23 ottobre 1976 12ª giornata | Hannover 96 | 0 – 0 referto | Fortuna Colonia | Niedersachsenstadion (9 800 spett.)\| Arbitro: \| Waltert \| |
| Arbitro:                              | Waltert     |               |                 |                                                              |

| Arbitro: | Ahlenfelder |

|            |           |               |
| Linßen 30’ | Marcatori | 87’ Babington |

| Arbitro: | Meijerink |

|                      |           |                  |
| Funkel 50’, 84’, 88’ | Marcatori | 77’ Hattenberger |

| Arbitro: | Heymann |

|                                          |           |           |
| Hattenberger 9’ Mödrath 14’ Campbell 48’ | Marcatori | 27’ Knüwe |

| Arbitro: | Hilker |

|  |           |             |
|  | Marcatori | 9’ Wesseler |

| Arbitro: | Reichmann |

|            |           |  |
| Ludwig 54’ | Marcatori |  |

| Arbitro: | Risse |

|                      |           |             |
| Redder 17’ Budde 65’ | Marcatori | 49’ Mödrath |

| Arbitro: | Pauly |

|                                                         |           |                        |
| Ludwig 16’, 44’ Mödrath 28’, 32’, 48’, 73’ Wesseler 80’ | Marcatori | 35’ Dybowski 52’ Hayer |

#### Girone di ritorno
| Arbitro: | Schütte |

|                                                            |           |  |
| Linßen 9’ Wesseler 40’ Mödrath 43’ Ludwig 61’ Campbell 78’ | Marcatori |  |

| Arbitro: | Barnick |

|                |           |  |
| Greif 38’, 45’ | Marcatori |  |

| Arbitro: | Fork |

|                            |           |                                |
| Boers 7’ Otters 77’ (rig.) | Marcatori | 44’ Fritsche 64’ (rig.) Albert |

| Arbitro: | Wuttke |

|                                  |           |                       |
| Reuter 20’ Mertes 35’ Breuer 40’ | Marcatori | 36’ Ludwig 54’ Otters |

| Arbitro: | Hennig |

|            |           |                    |
| Otters 45’ | Marcatori | 85’ (rig.) Peitsch |

| Arbitro: | Retzmann |

|  |           |                             |
|  | Marcatori | 8’, 78’ Campbell 76’ Otters |

| Arbitro: | Burgers |

|                                         |           |                   |
| Linßen 19’ Klimke 62’ (aut.) Müller 84’ | Marcatori | 21’, 82’ Schonert |

| Arbitro: | Zuchantke |

|                         |           |  |
| Bebensee 61’ Mrosko 79’ | Marcatori |  |

| Arbitro: | Heymann |

|                                               |           |                       |
| Kacmierczak 25’ (rig.) Abel 29’, 57’ Bals 44’ | Marcatori | 56’ Ludwig 68’ Linßen |

| Colonia 12 marzo 1977 29ª giornata | Fortuna Colonia | 0 – 0 referto | St. Pauli | Müngersdorfer Stadion (2 500 spett.)\| Arbitro: \| Gathmann \| |
| Arbitro:                           | Gathmann        |               |           |                                                                |

| Arbitro: | Schön |

|          |           |          |
| Wolf 36’ | Marcatori | 56’ Goll |

| Arbitro: | Uhlig |

|  |           |                      |
|  | Marcatori | 42’ Kulik 65’ Wunder |

| Arbitro: | Ahlenfelder |

|                                |           |                     |
| Bruns 39’ (rig.) Babington 58’ | Marcatori | 69’ Ludwig 70’ Bone |

| Arbitro: | Teichert |

|                                    |           |                              |
| Bone 47’ Goll 76’ Hattenberger 89’ | Marcatori | 65’ Mattsson 82’, 85’ Funkel |

| Arbitro: | Herrmann |

|                               |           |  |
| Dohmen 65’ (aut.) Flüshöh 77’ | Marcatori |  |

| Arbitro: | Bartnick |

|                                                   |           |                                  |
| Dohmen 11’ Ludwig 28’ Otters 47’ Hattenberger 75’ | Marcatori | 40’ Rnic 65’ Haymann 68’ Plücken |

| Arbitro: | Hanschke |

|             |           |                  |
| Liedtke 55’ | Marcatori | 60’, 89’ Mödrath |

| Arbitro: | Marchefka |

|  |           |                |
|  | Marcatori | 66’, 89’ Budde |

| Arbitro: | Gathmann |

|                           |           |             |
| Hayer 10’, 90’ Klinge 59’ | Marcatori | 71’ Mödrath |

### Coppa di Germania
| Arbitro: | Wilhelmi |

|                                           |           |          |
| Hattenberger 2’ Müller 10’ Degen 35’, 54’ | Marcatori | 64’ Abel |

| Arbitro: | Nickel |

|            |           |                                 |
| Mathes 42’ | Marcatori | 88’ Wesseler 111’ (aut.) Mathes |

| Arbitro: | Wahmann |

|                                  |           |  |
| Jara 14’ Worm 51’ Weber 53’, 84’ | Marcatori |  |

## Statistiche

### Statistiche di squadra
| Competizione      | Punti | In casa | In casa | In casa | In casa | In casa | In casa | In trasferta | In trasferta | In trasferta | In trasferta | In trasferta | In trasferta | Totale | Totale | Totale | Totale | Totale | Totale | DR |
| Competizione      | Punti | G       | V       | N       | P       | Gf      | Gs      | G            | V            | N            | P            | Gf           | Gs           | G      | V      | N      | P      | Gf     | Gs     | DR |
| ----------------- | ----- | ------- | ------- | ------- | ------- | ------- | ------- | ------------ | ------------ | ------------ | ------------ | ------------ | ------------ | ------ | ------ | ------ | ------ | ------ | ------ | -- |
| 2. Bundesliga     | 38    | 19      | 10      | 6       | 3       | 44      | 28      | 19           | 4            | 4            | 11           | 23           | 34           | 38     | 14     | 10     | 14     | 67     | 62     | +5 |
| Coppa di Germania | -     | 1       | 1       | 0       | 0       | 4       | 1       | 2            | 1            | 0            | 1            | 2            | 5            | 3      | 2      | 0      | 1      | 6      | 6      | 0  |
| Totale            | 38    | 20      | 11      | 6       | 3       | 48      | 29      | 21           | 5            | 4            | 12           | 25           | 39           | 41     | 16     | 10     | 15     | 73     | 68     | +5 |

### Andamento in campionato
| Giornata  | 1 | 2 | 3 | 4 | 5  | 6 | 7 | 8 | 9 | 10 | 11 | 12 | 13 | 14 | 15 | 16 | 17 | 18 | 19 | 20 | 21 | 22 | 23 | 24 | 25 | 26 | 27 | 28 | 29 | 30 | 31 | 32 | 33 | 34 | 35 | 36 | 37 | 38 |
| --------- | - | - | - | - | -- | - | - | - | - | -- | -- | -- | -- | -- | -- | -- | -- | -- | -- | -- | -- | -- | -- | -- | -- | -- | -- | -- | -- | -- | -- | -- | -- | -- | -- | -- | -- | -- |
| Luogo     | T | C | T | C | T  | C | T | C | C | T  | C  | T  | C  | T  | C  | T  | C  | T  | C  | C  | T  | C  | T  | C  | T  | C  | T  | T  | C  | T  | C  | T  | C  | T  | C  | T  | C  | T  |
| Risultato | V | V | P | N | P  | V | N | V | V | P  | P  | N  | N  | P  | V  | V  | V  | P  | V  | V  | P  | N  | P  | N  | V  | V  | P  | P  | N  | N  | P  | N  | N  | P  | V  | V  | P  | P  |
| Posizione | 3 | 2 | 5 | 7 | 10 | 8 | 8 | 6 | 2 | 6  | 8  | 9  | 10 | 12 | 10 | 9  | 9  | 10 | 6  | 6  | 6  | 6  | 7  | 7  | 7  | 5  | 8  | 8  | 8  | 9  | 10 | 10 | 11 | 12 | 10 | 10 | 11 | 12 |

Legenda:

Luogo: C = Casa; T = Trasferta. Risultato: V = Vittoria; N = Pareggio; P = Sconfitta.

### Statistiche dei giocatori
| Giocatore       | 2. Bundesliga | 2. Bundesliga | 2. Bundesliga | 2. Bundesliga | Coppa di Germania | Coppa di Germania | Coppa di Germania | Coppa di Germania | Totale   | Totale | Totale      | Totale     |
| Giocatore       | Presenze      | Reti          | Ammonizioni   | Espulsioni    | Presenze          | Reti              | Ammonizioni       | Espulsioni        | Presenze | Reti   | Ammonizioni | Espulsioni |
| --------------- | ------------- | ------------- | ------------- | ------------- | ----------------- | ----------------- | ----------------- | ----------------- | -------- | ------ | ----------- | ---------- |
| P. Boers        | 37            | 1             | 9             | 0             | 3                 | 0                 | 0                 | 0                 | 40       | 1      | 9           | 0          |
| K. Bone         | 25            | 4             | 1             | 0             | 2                 | 0                 | 0                 | 0                 | 27       | 4      | 1           | 0          |
| N. Campbell     | 36            | 8             | 1             | 0             | 3                 | 0                 | 0                 | 0                 | 39       | 8      | 1           | 0          |
| H. Degen        | 28            | 0             | 1             | 0             | 2                 | 2                 | 0                 | 0                 | 30       | 2      | 1           | 0          |
| R. Dohmen       | 38            | 3             | 11            | 0             | 3                 | 0                 | 0                 | 0                 | 41       | 3      | 11          | 0          |
| A. Domgörgen    | 8             | 0             | 0             | 0             | 0                 | 0                 | 0                 | 0                 | 8        | 0      | 0           | 0          |
| J. Goll         | 27            | 5             | 2             | 0             | 1                 | 0                 | 0                 | 0                 | 28       | 5      | 2           | 0          |
| R. Hattenberger | 33            | 5             | 8             | 1             | 3                 | 1                 | 0                 | 0                 | 36       | 6      | 8           | 1          |
| H. Kroth        | 4             | 0             | 0             | 0             | 0                 | 0                 | 0                 | 0                 | 4        | 0      | 0           | 0          |
| H. Linßen       | 32            | 6             | 2             | 1             | 3                 | 0                 | 1                 | 0                 | 35       | 6      | 3           | 1          |
| O. Ludwig       | 30            | 11            | 3             | 0             | 3                 | 0                 | 0                 | 0                 | 33       | 11     | 3           | 0          |
| R. Majgl        | 13            | 0             | 1             | 0             | 0                 | 0                 | 0                 | 0                 | 13       | 0      | 1           | 0          |
| K. Mödrath      | 36            | 14            | 5             | 0             | 3                 | 0                 | 1                 | 0                 | 39       | 14     | 6           | 0          |
| W. Müller       | 36            | 1             | 5             | 0             | 3                 | 1                 | 0                 | 0                 | 39       | 2      | 5           | 0          |
| F. Otters       | 25            | 5             | 3             | 0             | 1                 | 0                 | 0                 | 0                 | 26       | 5      | 3           | 0          |
| H. Pabst        | 30            | 0             | 0             | 0             | 3                 | 0                 | 0                 | 0                 | 33       | 0      | 0           | 0          |
| L. Wesseler     | 20            | 3             | 0             | 0             | 2                 | 1                 | 0                 | 0                 | 22       | 4      | 0           | 0          |